# Teodoro III Musachi
Teodoro Corona Musachi, anche noto come Teodoro III Musachi (Theodhor Koronë Muzaka in albanese; ... – 1449), è stato un condottiero e patriota albanese.
Impegnato nella lotta contro l'Impero ottomano, guidò una prima rivolta contro i turchi nel biennio 1437-1438, dopodiché si unì a Scanderbeg nella Lega di Alessio nel 1444.
Teodoro III Musachi viene identificato nella figura epica serba di Korun Aramija, eroe in disputa con il principe Marko Mrnjavčević.